# Быковка (Липецкая область)
Бы́ковка — деревня Воронецкого сельсовета Елецкого района Липецкой области,

## География
Находится по берегу реки Воронец, напротив села Воронец, возле лесных массивов Быковский Лес и Быков Верх. Фактически деревня слилась с селом, являясь одной улицей Быковская.

## Топоним
Название восходит к фамилии владельцев Быковы. Первоначальная форма — посессив: Быково. Об этом свидетельствует документ 1778 года, где упоминается «сельцо Воронец, Быково тож», владение Т. П. Быковой. Второе название — Воронец, связано с названием реки, названной по прозвищу атамана Ворона, стоявшего во главе мелкой шайки разбойников, промышлявшей в этих местах.

## Население
| 2010 |
| ---- |
| 149  |

## Инфраструктура
Личное подсобное хозяйство.
Основа экономики — сельское хозяйство.

## Транспорт
Деревня доступна по просёлочной дороге. Ближайшая остановка общественного транспорта «Воронец» находится в шаговой доступности в соседнем селе.